# Дженнер, Брианн
Брианн Дженнер (англ. Brianne Jenner; род. 4 мая 1991, Оквилл, Онтарио) — канадская хоккейная нападающая клуба «Оттава Чардж» и сборной Канады. Двукратная олимпийская чемпионка (2014, 2014), четырёхкратная чемпионка мира. С 2010 по 2015 годы выступала за команду Корнеллского университета в одной из студенческих лиг NCAA (США), получала ряд индивидуальных призов, как по ходу сезонов, так и по итогам 2010, 2011 и 2012 годов,,,.
Начала играть в хоккей в возрасте трёх лет. Дебютировала во взрослой сборной Канады в 2010 году на Кубке 4-х наций.